# Eupithecia divinula
Eupithecia divinula är en fjärilsart som beskrevs av Samuel E. Cassino och Louis W. Swett 1924. Eupithecia divinula ingår i släktet Eupithecia och familjen mätare. Inga underarter finns listade i Catalogue of Life.